# کشور زیبا (فیلم)
کشور زیبا (به انگلیسی: The Beautiful Country) فیلمی محصول سال ۲۰۰۴ و به کارگردانی هانس پتر مولاند است. در این فیلم بازیگرانی همچون دامین ناین، بایی لینگ، تیم راث، نیک نولتی و تمورا موریسون ایفای نقش کرده‌اند.